# Messico ai Giochi della XVIII Olimpiade
Il Messico partecipò ai Giochi della XVIII Olimpiade, svoltisi a Tokyo dal 10 al 24 ottobre 1964, con una delegazione di 94 atleti impegnati in 15 discipline per un totale di 58 competizioni. Portabandiera alla cerimonia di apertura fu Fidel Negrete, che l'anno precedente aveva vinto la maratona ai Giochi panamericani.
Il bottino della squadra, alla sua decima partecipazione ai Giochi estivi, fu di una medaglia di bronzo conquistata da Juan Fabila Mendoza nel pugilato.

## Medaglie
| Medaglia | Atleta              | Sport    | Evento     |
| -------- | ------------------- | -------- | ---------- |
| Bronzo   | Juan Fabila Mendoza | Pugilato | Pesi gallo |

## Risultati

### Pallacanestro
| Atleta | Classifica |
| --- | ---------- |
| V · D · M Nazionale messicana - Pallacanestro ai Giochi della XVIII Olimpiade 4 Heredia · 6 Herrera · 7 Arellano · 9 Ávila · 10 Grajeda · 11 Peña · 12 Quintanar · 13 Almanza · 14 Pontvianne · 15 Raga · All. Agustín García | 12°        |
| Nazionale messicana - Pallacanestro ai Giochi della XVIII Olimpiade |            |
| 4 Heredia · 6 Herrera · 7 Arellano · 9 Ávila · 10 Grajeda · 11 Peña · 12 Quintanar · 13 Almanza · 14 Pontvianne · 15 Raga · All. Agustín García                                                                               |            |